# 阿羅·拉索

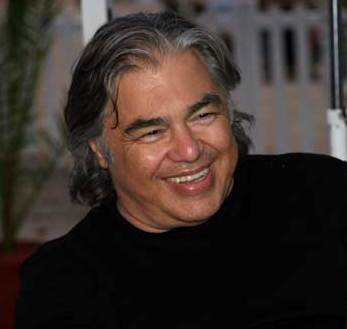
阿羅·拉索在他的電影《美國：從自由到法西斯主義》的揭幕會上

阿羅·拉索（英語：Aaron Russo，1943年2月14日—2007年8月24日）生於紐約市布魯克林區，是美國的演藝界企業家、以及自由意志主義的政治活動者。

## 演藝界生涯
在演藝界裡，拉索從1972年至1979年間擔任女演員Bette Midler以及曼哈頓轉運站合唱團的經紀人，同時也曾擔任電影The Rose和Trading Places的製片人。他也參與了Wise Guys的製片。拉索還說他是第一個替齊柏林飛船安排在美國進行演出的人（在1968年的芝加哥「Electric Theater」）。
拉索也執導了1989年的Rude Awakening一片。
拉索的電影曾獲得了六次奧斯卡金像獎提名，拉索本人曾贏得過艾美獎和東妮獎，他的好幾部電影也曾獲頒金球獎。
拉索執導的最新一部電影是2006年的《美國：從自由到法西斯主義》，一部以批判聯邦儲備系統和美國國稅局為主的紀錄片。

## 政治生涯
拉索自從1990年代開始涉足政治，他執導並且演出了一部名為Mad As Hell的影片，用以諷刺美國政府簽訂北美自由貿易協議、對毒品的打擊、以及試圖推行國民身分證的舉動、和政府對於非傳統藥物的管制。
拉索在1998年參選了內華達州州長的共和黨初選，贏得了26%的選票位居第二名。初選失敗後他改支持民主黨的候選人Jan Laverty Jones，但最後他被共和黨的Kenny Guinn擊敗。拉索接著計畫以無黨籍或自由黨身分參選2002年的內華達州州長選舉，但由於罹患癌症而暫時作罷。
在2004年1月他宣布以無黨籍身分參選美國總統，但後來決定爭取自由黨的提名。雖然一些人認為拉索的行事風格相當草率甚至野蠻 （页面存档备份，存于），其他人則認為他在媒體界的高度經驗可以使他對當時現任的總統喬治·沃克·布希展現極大的威脅，並預期他能影響那些游離州分的共和黨人選票，甚至能影響最後選舉的結果。
在2004年5月的自由黨全國代表大會上，拉索取得了258票，第二名Michael Badnarik取得了256票、而Gary Nolan則取得246票，由於沒有人超過半數，第二輪的初選隨之展開，拉索最後在第三輪初選中被Michael Badnarik以423-344的票數差距擊敗。
在2007年1月14日，拉索宣布他徹底支持共和黨眾議員榮·保羅參選2008年的總統選舉，他同時也動員了他在美國：從自由到法西斯主義的網站聯盟支持保羅。

## 去世
拉索在2007年8月24日因膀胱癌而去世於加州洛杉磯，享年64歲。

## 外部連結
- Aaron Russo在互联网电影资料库（IMDb）上的資料（英文）
- 接受Scott Horton的訪問:  （页面存档备份，存于）
- 接受George Noory的訪問: Part I （页面存档备份，存于）, II （页面存档备份，存于）, III （页面存档备份，存于）
- 接受Charles Goyette的訪問:  Part I （页面存档备份，存于）, II （页面存档备份，存于）
- 接受Alex Jones的訪問
- 阿羅·拉索談論有關Nick Rockefeller、9/11以及人口控制